# Gloriana (együttes)
A Gloriana egy amerikai country zenét játszó együttes, amely 2008-ban alakult.

## Az együttes
Az együttes 2007-ben alakult, mikor a két testvér, Mike és Tom különböző klubokban léptek fel, felfedezték a MySpace-en az akkor még csak 18 éves Rachelt, akinek This is me című dala egyszerűen elvarázsolta őket. A három fiatal megalapította az együttest, majd nem sokkal később Cheyenne is csatlakozott hozzájuk. Elkészítették demófelvételüket, amelyet természetesen több kiadóhoz is beküldtek, majd létrehoztak egy MySpace oldalt, melyre elsősorban két dalt raktak fel. A Matt Serletic nevéhez fűződő Emblem Records aztán lemezszerződést ajánlott nekik. Mr. Serletic így nyilatkozott a Glorianáról: "Még sohasem láttam olyat, hogy négy különböző erőteljes hang ilyen jól tud együttműködni."
A várva várt első lemez 2009 szeptemberében látott napvilágot, még ezt megelőzően pedig megjelent első kislemezdaluk a Wild at Heart. Napjaink két népszerű country énekesnője - név szerint LeAnn Rimes és Taylor Swift - előzenekaraként többször is koncerteznek, emellett pedig saját fellépéseket is vállalnak.

## Discográfia

### Stúdióalbumok
| Év   | Album                                         | Csúcshelyezések | Csúcshelyezések | Csúcshelyezések | Csúcshelyezések | Csúcshelyezések | Csúcshelyezések |
| Év   | Album                                         | US Country      | US              | CAN Country     | CAN             | AUS Country     | AUS             |
| ---- | --------------------------------------------- | --------------- | --------------- | --------------- | --------------- | --------------- | --------------- |
| 2009 | Gloriana - Label: Emblem/Reprise/Warner Bros. | 2               | 3               | 10              | 67              | 3               | 43              |

### EP-k
| Év   | Album                                        | Csúcshelyezések | Csúcshelyezések |
| Év   | Album                                        | US Singles      | CAN Singles     |
| ---- | -------------------------------------------- | --------------- | --------------- |
| 2009 | The Way It Goes - Label: Emblem/Warner Bros. | 1               | 1               |

### Kislemezek
| Év   | Cím                         | Csúcshelyezések | Csúcshelyezések | Csúcshelyezések | Album    |
| Év   | Cím                         | US Country      | US              | CAN Country     | Album    |
| ---- | --------------------------- | --------------- | --------------- | --------------- | -------- |
| 2009 | "Wild at Heart"             | 15              | 53              | 34              | Gloriana |
| 2009 | "How Far Do You Wanna Go?"  | 36              | —               | 37              | Gloriana |
| 2010 | "The World Is Ours Tonight" | 42              |                 |                 | Gloriana |